# 叙朗河畔锡芒德尔
叙朗河畔锡芒德尔（法語：Simandre-sur-Suran，法語發音：[simɑ̃dʁ syʁ syʁɑ̃]）是法国东部安省的一个市镇，属于布雷斯地区布尔格区。

## 地理
叙朗河畔锡芒德尔（46°13'31"N, 5°25'1"E）面积16.3 平方千米，位于法国奥弗涅-罗讷-阿尔卑斯大区安省，该省份为法国东部省份，北起汝拉省，西北接索恩-卢瓦尔省，西接罗讷省和里昂大都会，南至伊泽尔省，东与萨瓦省、上萨瓦省和瑞士接壤。
与叙朗河畔锡芒德尔接壤的市镇（或旧市镇、城区）包括：科尔韦西亚、德龙、大科朗、维勒勒韦叙尔、瓦勒勒韦尔蒙、尼维涅和叙朗。

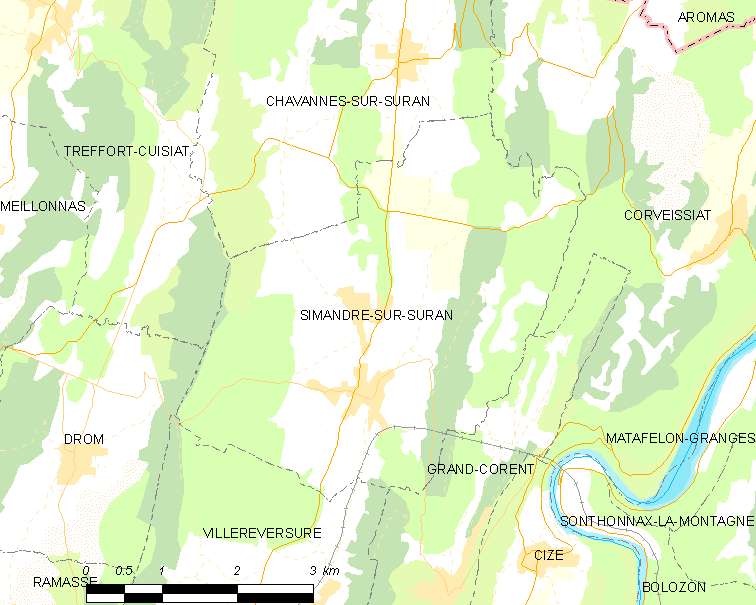
叙朗河畔锡芒德尔的OSM定位图

叙朗河畔锡芒德尔的时区为UTC+01:00、UTC+02:00（夏令时）。

## 行政
叙朗河畔锡芒德尔的邮政编码为01250，INSEE市镇编码为01408。

## 政治
叙朗河畔锡芒德尔所属的省级选区为圣艾蒂安迪布瓦县。

## 人口

1962-2008年间叙朗河畔锡芒德尔人口变化图示

叙朗河畔锡芒德尔于2022年1月1日时的人口数量为664人。